# Fine (アイドルグループ)
Fine（ファイン）は、かつて存在した劇団ひまわり所属のガールズ・ダンスユニット。

## 概要
- 2008年4月：オーディションを経て「アドバンスクラス」結成
- 2008年12月：ダンスコネクションで正式に活動開始
- 2009年5月：チーム名を「Fine」に改名
- 2010年8月：Oh☆Campeeと初合同ライブ
- 2011年3月：ロゴデザインを変更
- 2012年12月：「DANCE CONNECTION 2012 "A NEW HOPE"」の出演をもって解散

## メンバー
個人記事がある者については、そちらを参照。
| 氏名                         | 生年月日（年齢）       | 出身地   | 公式ブログ・備考  |
| ---------------------------- | ---------------------- | -------- | ----------------- |
| 内田千晶 （うちだ ちあき）   | 1996年2月17日（29歳）  | 埼玉県   |                   |
| 高宗歩未 （たかむね あゆみ） | 1993年6月10日（31歳）  | 東京都   |                   |
| 澤田栞 （さわだ しおり）     | 1991年9月27日（33歳）  | 埼玉県   |                   |
| 野本ほたる （のもと ほたる） | 1997年2月20日（28歳）  | 東京都   |                   |
| 阿嘉真理乃 （あか まりの）   | 1995年4月19日（29歳）  | 沖縄県   |                   |
| 平野萌香 （ひらの もえか）   | 1997年4月4日（27歳）   | 神奈川県 |                   |
| 黒須優菜 （くろす ゆうな）   | 1994年8月11日（30歳）  | 東京都   |                   |
| 松村理子 （まつむら りこ）   | 1993年1月23日（32歳）  | 埼玉県   |                   |
| 旧メンバー                   |                        |          |                   |
| 田中祐子 （たなか ゆうこ）   | 1994年2月5日（31歳）   | 東京都   | 2011年9月30日卒業 |
| 土田尚美 （つちだ なおみ）   |                        |          | 2011年8月卒業     |
| 河口舞華 （かわぐち まいか） | 1993年11月13日（31歳） | 東京都   | 2011年7月卒業     |
| 鈴木愛吏 （すずき あいり）   | 1995年11月10日（29歳） | 埼玉県   | 2011年7月卒業     |
| 田村未奈美 （たむら みなみ） | 1995年12月17日（29歳） | 神奈川県 | 2011年5月卒業     |
| 仲本詩菜 （なかもと しいな） | 1991年9月8日（33歳）   | 神奈川県 | 2011年4月卒業     |
| 松本萌 （まつもと もえ）     |                        |          | 2010年8月卒業     |

## 作品

### シングル
- Feel so Fine

## 出演
ゲスト出演・個人の出演・スポット出演等は除く

### ライブ
- 1st Live「15carats」（2010年5月8日・9日、シアター代官山）
- 2nd Live「夏祭り！」（2010年8月20日、シアター代官山）
- 3rd Live「Opportunity!」（2011年3月11日-13日、シアター代官山）-2011年3月11日に発生した東日本大震災による影響で中止となった。

- 「Fine＆Oh☆Campee Special Live in Sanrio Puroland」（2011年6月4日・5日、サンリオピューロランド内　ディスカバリーシアター）

### イベント
- DANCE CONNECTION 2009 （2009年12月25日-27日、横浜市教育会館エコーレ）
- DANCE CONNECTION 2010 "Spitfire" （2010年12月25日・26日、渋谷区文化総合センター大和田 さくらホール）
- TOKYO IDOL FESTIVAL 2011 〜Eco & Smile〜（2011年8月27日・28日、お台場・青海特設会場）
- DANCE CONNECTION 2012 "A NEW HOPE" （2012年12月27日・28日、渋谷区文化総合センター大和田 さくらホール）

### ネット配信
- Fine@TV